# 阿勒泰·巴亚特勒
阿勒泰·巴亚特勒（土耳其語：Altay Bayatlı，1982年7月27日—），生於伊拉克巴格达，是一位文学家父亲和一位历史学家母亲的儿子。
1988年他跟他的家人一起移民到土耳其。 他于同年定居在埃迪尔内。 在Erciyes大学开塞利职业学校机械系学习了2年之后，他回到了埃迪尔内，并在Trakya大学文学院获古典考古学学士学位。后来，他在同一所大学完成了以“埃迪尔内·石桥”为题目的毕业论文，获艺术史硕士研究生学位，并学习了奥斯曼语。  2017年，他在Trakya大学社会科学学院历史系开始攻读博士。他从各种档案馆收集了埃迪尔内地图和计划的数字扫描图，并于2018年组织了展览“ 鸟瞰图埃迪尔内”。2017-2018春季学期在Trakya大学教育学院人类学教席任教一个学期。 他还是名为“Vagus Nerve Research Community”的科学团队的负责人。 这个团队有一项名为埃迪尔内计划的项目。在这项研究中，有一个城市规划和一项城市历史研究为Trakya-Paşaeli国防法学会的介绍。这个革命性的知识团体是在《蒙德罗斯停战条约》签订后建立的，旨在保护西色雷斯和东色雷斯土耳其人的权利。 他还研究奥斯曼档案记录中的陨石事件。 他的作品之一于2020年4月在《气象与行星科学》杂志上发表，标题为“陨石死亡和受伤的最早证据”。 通过这项研究，他将第一次致命的流星事故带入了文学史。

## 代表作品
- Earliest Evidence of a Death and Injury by a Meteorite, Meteoritics & Planetary Science, 2020[5]
- Irak Türkü Bir Eleştirmen ve Denemeci: Abdulhakim Mustafa Rejioğlu (1910-1975), Edirne 2020[6]
- Dogu ve Batı Mitolojilerinde Kurt, Prof. Dr. Hidayet Kemal BAYATLI Hatıra Kitabı, Istanbul 2019[7]
- Kerkük Musul Sorunu, Kardaşlık Journal, April-June p.78, Istanbul 2018[8]
- Bayatlar, Kardaşlık Journal, January-March p.77, Istanbul 2018[9]
- Trakya Paşaeli Müdafa-i Hukuk Cemiyeti 100. Yıl Hatırası "Edirne Planı" Genişletilmiş II. Baskı, Edirne, 2019[10]
- Kuşbakışı Edirne - "18. ve 19. yy. 'a Ait Arşivlerden Edirne Haritaları ve Planları", Edirne, 2019[2]